# Campeonato Europeo de Ciclismo en Pista de 2014
El V Campeonato Europeo de Ciclismo en Pista se celebró en Baie-Mahault (Guadalupe, Francia) entre el 15 y el 19 de octubre de 2014 bajo la organización de la Unión Europea de Ciclismo (UEC) y la Federación Francesa de Ciclismo.
Las competiciones se realizaron en el Velódromo Amédée Detraux de la ciudad francesa. Fueron disputadas 19 pruebas, 10 masculinas y 9 femeninas.

## Medallistas

### Masculino
| Evento                          | Oro                                                                           | Plata                                                                                               | Bronce                                                                                                  |
| ------------------------------- | ----------------------------------------------------------------------------- | --------------------------------------------------------------------------------------------------- | --- |
| Velocidad individual (18.10)    | Grégory Baugé Francia                                                         | Damian Zieliński · Polonia                                                                          | Robert Förstemann · Alemania                                                                            |
| Velocidad por equipos (16.10)   | Alemania · Robert Förstemann · Tobias Wächter · Joachim Eilers · 59,602       | Francia Grégory Baugé Kévin Sireau Michaël D'Almeida 59,820                                         | Rusia · Pavel Yakushevski · Denis Dmitriyev · Nikita Shurshin · 1:00,061                                |
| Persecución individual (18.10)  | Andrew Tennant Reino Unido 4:32,686                                           | Alexandr Yevtushenko · Rusia · 4:34,954                                                             | Kersten Thiele · Alemania · 4:32,878                                                                    |
| Persecución por equipos (16.10) | Reino Unido Edward Clancy Jonathan Dibben Owain Doull Andrew Tennant 4:11,545 | Alemania · Henning Bommel · Theo Reinhardt · Nils Schomber · Kersten Thiele · Leon Rohde · 4:12,342 | Rusia · Alexei Kurbatov · Yevgueni Kovaliov · Ivan Kovaliov · Alexandr Serov · Artur Yershov · 4:13,318 |
| 1 km contrarreloj (18.10)       | Callum Skinner Reino Unido 1:02,399                                           | Joachim Eilers · Alemania · 1:02,474                                                                | Quentin Lafargue Francia 1:02,734                                                                       |
| Carrera por puntos (17.10)      | Benjamin Thomas Francia 37 pts.                                               | Liam Bertazzo · Italia · 30 pts.                                                                    | Henning Bommel · Alemania · 24 pts.                                                                     |
| Scratch (16.10)                 | Otto Vergaerde · Bélgica                                                      | Eloy Teruel Rovira · España                                                                         | Edward Clancy Reino Unido                                                                               |
| Keirin (19.10)                  | Joachim Eilers · Alemania                                                     | Matthijs Büchli · Países Bajos                                                                      | Denis Dmitriyev · Rusia                                                                                 |
| Madison (19.10)                 | Andreas Graf · Andreas Müller · Austria · 6 pts.                              | Kenny De Ketele · Otto Vergaerde · Bélgica · 21 (-1) pts.                                           | Vivien Brisse Morgan Kneisky Francia 18 (-1) pts.                                                       |
| Ómnium (18.10)                  | Elia Viviani · Italia · 219 pts.                                              | Jonathan Dibben Reino Unido 198 pts.                                                                | Unai Elorriaga Zubiaur · España · 179 pts.                                                              |

### Femenino
| Evento                          | Oro                                                                                       | Plata | Bronce |
| ------------------------------- | ----------------------------------------------------------------------------------------- | --- | --- |
| Velocidad individual (18.10)    | Anastasiya Voinova · Rusia                                                                | Tania Calvo Barbero · España                                                                                             | Kristina Vogel · Alemania                                                                                                   |
| Velocidad por equipos (16.10)   | Rusia · Yelena Brezhniva · Anastasiya Voinova · Daria Shmeliova · 44,341                  | Alemania · Miriam Welte · Kristina Vogel · 44,623                                                                        | Países Bajos · Elis Ligtlee · Shanne Braspennincx · 45,302                                                                  |
| Persecución individual (19.10)  | Katie Archibald Reino Unido 3:40,136                                                      | Mieke Kröger · Alemania · 3:42,153                                                                                       | Vilija Sereikaitė · Lituania · 3:45,811                                                                                     |
| Persecución por equipos (16.10) | Reino Unido Katie Archibald Elinor Barker Ciara Horne Laura Trott Joanna Rowsell 4:38,391 | Rusia · Tamara Balabolina · Irina Molicheva · Alexandra Goncharova · Yevgueniya Romaniuta · Alexandra Chekina · 4:45,364 | Italia · Simona Frapporti · Beatrice Bartelloni · Tatiana Guderzo · Silvia Valsecchi · Maria Giulia Confalonieri · 4:42,018 |
| 500 m contrarreloj (18.10)      | Anastasiya Voinova · Rusia · 34,242                                                       | Elis Ligtlee · Países Bajos · 34,776                                                                                     | Miriam Welte · Alemania · 34,842                                                                                            |
| Carrera por puntos (16.10)      | Eugenia Bujak · Polonia · 21 pts.                                                         | Kelly Druyts · Bélgica · 14 pts.                                                                                         | Elena Cecchini · Italia · 14 pts.                                                                                           |
| Scratch (17.10)                 | Yevgueniya Romaniuta · Rusia                                                              | Laurie Berthon Francia                                                                                                   | Elena Cecchini · Italia |
| Keirin (19.10)                  | Kristina Vogel · Alemania                                                                 | Yelena Brezhniva · Rusia                                                                                                 | Shanne Braspennincx · Países Bajos                                                                                          |
| Ómnium (19.10)                  | Laura Trott Reino Unido 199 pts.                                                          | Jolien D'Hoore · Bélgica · 198 pts.                                                                                      | Anna Knauer · Alemania · 167 pts.                                                                                           |

## Medallero
| Núm. | País         | Oro | Plata | Bronce | Total |
| ---- | ------------ | --- | ----- | ------ | ----- |
| 1    | Reino Unido  | 6   | 1     | 1      | 8     |
| 2    | Rusia        | 4   | 3     | 3      | 10    |
| 3    | Alemania     | 3   | 4     | 6      | 13    |
| 4    | Francia      | 2   | 2     | 2      | 6     |
| 5    | Bélgica      | 1   | 3     | 0      | 4     |
| 6    | Italia       | 1   | 1     | 3      | 5     |
| 7    | Polonia      | 1   | 1     | 0      | 2     |
| 8    | Austria      | 1   | 0     | 0      | 1     |
| 9    | Países Bajos | 0   | 2     | 2      | 4     |
| 10   | España       | 0   | 2     | 1      | 3     |
| 11   | Lituania     | 0   | 0     | 1      | 1     |
|      | TOTAL        | 19  | 19    | 19     | 57    |